# Liste der Baudenkmäler in Paderborn-Schloß Neuhaus
Die Liste der Baudenkmäler in Paderborn-Schloß Neuhaus enthält die denkmalgeschützten Bauwerke auf dem Gebiet von Paderborn-Schloß Neuhaus in Nordrhein-Westfalen (Stand: 2020). Diese Baudenkmäler sind in der Denkmalliste der Stadt Paderborn eingetragen; Grundlage für die Aufnahme ist das Denkmalschutzgesetz Nordrhein-Westfalen (DSchG NRW).

| Bild                                                                 | Bezeichnung                                                                 | Lage                                                                                     | Beschreibung | Bauzeit   | Eingetragen seit                          | Denkmal- nummer |
| -------------------------------------------------------------------- | --------------------------------------------------------------------------- | ---------------------------------------------------------------------------------------- | --- | --------- | ----------------------------------------- | --------------- |
| weitere Bilder                                                       | Pfarrkirche St. Heinrich und Kunigunde                                      | Neuhaus, Neuhäuser Kirchstraße 2 Karte                                                   | |           | 2. April 1985                             | 222             |
| weitere Bilder                                                       | Meinolfus-Kapelle                                                           | Neuhaus, neben Bielefelder Straße 47 Karte                                               | | 1867      | 20. August 1984                           | 223             |
| Rochus-Kapelle                                                       | Rochus-Kapelle                                                              | Neuhaus, Fürstenallee Karte                                                              | |           | 26. Juni 1984                             | 224             |
| weitere Bilder                                                       | Waldfriedhof                                                                | Neuhaus, zwischen Schatenweg, Hatzfelder Straße, Dubelohstraße und Josef-Temme-Weg Karte | |           | 20. Mai 1984                              | 225             |
| Kreuzweg                                                             | Kreuzweg                                                                    | Neuhaus, Hubertusweg/Wilhelmsberg                                                        | | 1862      | 20. Mai 1984                              | 226             |
| Bildstock und Kruzifix                                               | Bildstock und Kruzifix                                                      | Neuhaus, Am Hoppenhof Karte                                                              | Bildstock mit Kruzifix | 1699      | 20. Juni 1984                             | 227             |
| Bildstock                                                            | Bildstock                                                                   | Neuhaus, Am Kreuzweg/Wilhelmsberg Karte                                                  | |           | 20. Juni 1984                             | 228             |
| Wegekreuz                                                            | Wegekreuz                                                                   | Neuhaus, Hatzfelder Straße 17 Karte                                                      | Wegekreuz |           | 26. Juni 1984                             | 229             |
| weitere Bilder                                                       | Schloss Neuhaus und Fabritius-Gemälde als Teil der historischen Ausstattung | Neuhaus, Residenzstraße 2 Karte                                                          | Schloss der Weserrenaissance |           | 20. Juni 1984, erweitert 24. Februar 2010 | 230             |
| Höhenmarke                                                           | Höhenmarke                                                                  | Schloss Neuhaus                                                                          | |           | 14. Oktober 1992                          | 230a            |
| weitere Bilder                                                       | ehemaliges Marstallgebäude                                                  | Neuhaus, Marstallstraße Karte                                                            | | 1729      | 8. Juni 1988                              | 231             |
| weitere Bilder                                                       | Wachthaus                                                                   | Neuhaus, Residenzstraße 2 Karte                                                          | errichtet von Franz Christoph Nagel | 1733      | 20. Juni 1984                             | 232             |
| Pylone der alten Lippebrücke                                         | Pylone der alten Lippebrücke                                                | Neuhaus, Residenzstraße Karte                                                            | | 1752      | 20. Juni 1984                             | 233             |
| Vikariatsgebäude                                                     | Vikariatsgebäude                                                            | Neuhaus, Neuhäuser Kirchstraße 8 Karte                                                   | |           | 3. April 1985                             | 234             |
| Giebelfassade des Ackerbürgerhauses                                  | Giebelfassade des Ackerbürgerhauses                                         | Neuhaus, Am Ringgraben 13 Karte                                                          | | 1677      | 9. August 1984                            | 236             |
| Wohnhaus                                                             | Wohnhaus                                                                    | Neuhaus, Busestraße 1 Karte                                                              | |           | 26. Juni 1984                             | 237             |
| Ackerbürgerhaus                                                      | Ackerbürgerhaus                                                             | Neuhaus, Busestraße 4 Karte                                                              | Ackerbürgerhaus |           | 4. Juli 1984                              | 238             |
| Gebäude (Ackerbürgerhaus)                                            | Gebäude (Ackerbürgerhaus)                                                   | Neuhaus, Immendinger Straße 11 Karte                                                     | |           | 26. Juni 1984                             | 239             |
| Ackerbürgerhaus                                                      | Ackerbürgerhaus                                                             | Neuhaus, Immendinger Straße 13 Karte                                                     | | 1741      | 2. August 1984                            | 240             |
| Fachwerkfassade; Erweiterung: Gebäudeinnere, Keller, Schuppen, Anbau | Fachwerkfassade; Erweiterung: Gebäudeinnere, Keller, Schuppen, Anbau        | Neuhaus, Busestraße 19 Karte                                                             | |           | 30. Juli 1984, erweitert am 5. Nov. 2008  | 241             |
| Krüppelwalmgiebelhaus                                                | Krüppelwalmgiebelhaus                                                       | Neuhaus, Sertürnerstraße 26 Karte                                                        | |           | 6. Juli 1984                              | 242             |
| Gebäude                                                              | Gebäude                                                                     | Neuhaus, Busestraße 27 Karte                                                             | |           | 26. Juni 1984                             | 243             |
| Fachwerkgiebelhaus                                                   | Fachwerkgiebelhaus                                                          | Neuhaus, Sertürnerstraße 30 Karte                                                        | | 1671      | 31. Oktober 1984                          | 244             |
| Gebäude (Ackerbürgerhaus)                                            | Gebäude (Ackerbürgerhaus)                                                   | Neuhaus, Immendinger Straße 1 Karte                                                      | |           | 26. Juni 1984                             | 245             |
| Gebäude                                                              | Gebäude                                                                     | Neuhaus, Neuhäuser Kirchstraße 1 Karte                                                   | |           | 26. Juni 1984                             | 246             |
| Fachwerkquerdeelenhaus                                               | Fachwerkquerdeelenhaus                                                      | Neuhaus, Neuhäuser Kirchstraße 9 Karte                                                   | Viertelmeier-Stätte, Ackerbürger-Querdeelenhaus | um 1800   | 16. April 1985                            | 247             |
| Ackerbürgerhaus                                                      | Ackerbürgerhaus                                                             | Neuhaus, Neuhäuser Kirchstraße 14                                                        | |           | 24. Januar 1986                           | 248             |
| Wohnhaus                                                             | Wohnhaus                                                                    | Neuhaus, Padulusstraße 2 Karte                                                           | |           | 14. November 1984                         | 249             |
| Fachwerkhaus                                                         | Fachwerkhaus                                                                | Neuhaus, Padulusstraße 4 Karte                                                           | | 1596      | 2. August 1984                            | 250             |
| Satteldachtraufenhaus                                                | Satteldachtraufenhaus                                                       | Neuhaus, Padulusstraße 5 Karte                                                           | |           | 17. Februar 1985                          | 251             |
| Ackerbürgerhaus                                                      | Ackerbürgerhaus                                                             | Neuhaus, Padulusstraße 11 Karte                                                          | | 1797      | 4. Juli 1984                              | 252             |
| Speichergebäude                                                      | Speichergebäude                                                             | Neuhaus, Padulusstraße 12/Schlossstraße 13 Karte                                         | |           | 5. Juli 1984                              | 253             |
| Verwaltungsgebäude                                                   | Verwaltungsgebäude                                                          | Neuhaus, Residenzstraße 1 (auf Bentelergelände) Karte                                    | |           | 28. Juli 1984                             | 254             |
| Speichergebäude                                                      | Speichergebäude                                                             | Neuhaus, Residenzstraße 3, 5, 7 Karte                                                    | |           | 9. August 1984                            | 255             |
| Wohnhaus                                                             | Wohnhaus                                                                    | Neuhaus, Residenzstraße 4                                                                | |           | 20. Juni 1984                             | 256             |
| Wohnhaus                                                             | Wohnhaus                                                                    | Neuhaus, Residenzstraße 14 Karte                                                         | | 1731      | 5. Juli 1984                              | 258             |
| Wohnhaus                                                             | Wohnhaus                                                                    | Neuhaus, Residenzstraße 17                                                               | |           | 5. Juli 1984                              | 259             |
| Barockbau                                                            | Barockbau                                                                   | Neuhaus, Residenzstraße 23                                                               | |           | 5. Juli 1984                              | 260             |
| Fachwerkhaus                                                         | Fachwerkhaus                                                                | Neuhaus, Residenzstraße 37 Karte                                                         | Erbmeierstättisches Eigenhaus, genannt Adrian. Fachwerkpatrizierhaus, vermutlich erbaut von dem Paderborner Domkapitular und -kantor Bernhard von Plettenberg zu Lenhausen im Jahre 1701. | 1701      | 5. Juli 1984                              | 261             |
| Fachwerkhaus                                                         | Fachwerkhaus                                                                | Neuhaus, Schloßstraße 1                                                                  | |           | 5. Juli 1984                              | 262             |
| Fachwerkhaus                                                         | Fachwerkhaus                                                                | Neuhaus, Schloßstraße 2 Karte                                                            | |           | 5. Juli 1984                              | 263             |
| Fachwerkhausfassade                                                  | Fachwerkhausfassade                                                         | Neuhaus, Schloßstraße 4 Karte                                                            | |           | 5. Juli 1984                              | 264             |
| weitere Bilder                                                       | Fachwerkhaus                                                                | Neuhaus, Schloßstraße 4a Karte                                                           | |           | 5. Juli 1984                              | 265             |
| weitere Bilder                                                       | Fachwerkhaus                                                                | Neuhaus, Schloßstraße 6 Karte                                                            | | 1694      | 2. August 1984                            | 266             |
| Fachwerkhaus                                                         | Fachwerkhaus                                                                | Neuhaus, Schloßstraße 8 Karte                                                            | |           | 2. August 1984                            | 267             |
| Ackerbürgerhaus                                                      | Ackerbürgerhaus                                                             | Neuhaus, Schloßstraße 9 Karte                                                            | |           | 3. August 1984                            | 268             |
| ehem. Ackerbürgerhaus                                                | ehem. Ackerbürgerhaus                                                       | Neuhaus, Schloßstraße 13 Karte                                                           | |           | 6. Juli 1984                              | 269             |
| Ackerbürgerhaus                                                      | Ackerbürgerhaus                                                             | Neuhaus, Sertürnerstraße 7                                                               | | 1872      | 6. Juli 1984                              | 270             |
| Ackerbürgerhaus                                                      | Ackerbürgerhaus                                                             | Neuhaus, Sertürnerstraße 9 Karte                                                         | |           | 6. Juli 1984                              | 272             |
| weitere Bilder                                                       | Alter Kirchhof                                                              | Neuhaus, Bielefelder Straße/Fischerkamp Karte                                            | |           | 20. Juni 1984                             | 273             |
| Inschriftstein am Schloss                                            | Inschriftstein am Schloss                                                   | Neuhaus, Residenzstraße 2 Karte                                                          | Sandsteinkartusche zur Erinnerung an Dietrich von Fürstenberg an der Innenseite der Schlossmauer.                                                                                         |           | 20. Juni 1984                             | 274             |
| Inschrifttafel                                                       | Inschrifttafel                                                              | Neuhaus, Schloßstraße 17–19 (in Hofmauer) Karte                                          | Der Text von Ferdinand von Fürstenberg ist in den Monumenta Paderbornensia abgedruckt. | 1665      | 5. Juli 1984                              | 275             |
| Nepomuk-Statue                                                       | Nepomuk-Statue                                                              | Neuhaus, Schloßstraße/Paderbrücke Karte                                                  | |           | 20. Juli 1984                             | 276             |
| Pylone                                                               | Pylone                                                                      | Neuhaus, Schloßstraße/Paderbrücke Karte                                                  | |           | 20. Juli 1984                             | 277             |
| 4 Torpfeiler                                                         | 4 Torpfeiler                                                                | Neuhaus, Schloßstraße 17–19 Karte                                                        | |           | 3. Juli 1984                              | 278             |
| Wappenstein (in Hofmauer)                                            | Wappenstein (in Hofmauer)                                                   | Neuhaus, Schloßstraße 17–19 Karte                                                        | Wappen von Franz Arnold von Wolff-Metternich zur Gracht | 1716      | 3. Juli 1984                              | 279             |
| Wegekreuz                                                            | Wegekreuz                                                                   | Sennelager, Bielefelder Straße                                                           | |           | 20. Juni 1984                             | 280             |
| Altes Forsthaus                                                      | Altes Forsthaus                                                             | Neuhaus, Bielefelder Straße 47 Karte                                                     | |           | 3. August 1984                            | 293             |
| Fassade                                                              | Fassade                                                                     | Sennelager, Bielefelder Straße 141 Karte                                                 | |           | 3. April 1985                             | 295             |
| weitere Bilder                                                       | Ausländerfriedhof                                                           | Sennelager, zwischen Trothastraße und Diebesweg Karte                                    | | 1914–1918 | 3. November 1987                          | 297             |
| Stall (heute Kindergarten)                                           | Stall (heute Kindergarten)                                                  | Neuhaus, Hatzfelder Straße 48 Karte                                                      | |           | 14. November 1984                         | 302             |
| Wegekreuz                                                            | Wegekreuz                                                                   | Neuhaus, Im Quinhagen (gegenüber Nr. 25)                                                 | |           | 9. September 1985                         | 304             |
| Wohnhaus                                                             | Wohnhaus                                                                    | Neuhaus, Residenzstraße 29 Karte                                                         | |           | 20. Juni 1984                             | 307             |
| weitere Bilder                                                       | Gedenkstätte Graf Wolff-Metternich                                          | Mastbruch, Ende Schatenweg (Diebesweg) Karte                                             | Kreuz mit Wappen und Inschrifttafel zum Gedenken an Levin Graf Wolff-Metternich, der 1889 an dieser Stelle tödlich verunglückte.                                                          | um 1890   | 20. Juni 1984                             | 308             |
| Fachwerkgiebelhaus (Nord- und Ostfassade, Dach)                      | Fachwerkgiebelhaus (Nord- und Ostfassade, Dach)                             | Neuhaus, Sertürnerstraße 18 Karte                                                        | |           | 23. April 1985                            | 310             |
| Fachwerkhaus                                                         | Fachwerkhaus                                                                | Neuhaus, Neuhäuser Kirchstraße 16 Karte                                                  | | um 1640   | 11. Dezember 1986                         | 315             |
| Wohnhaus                                                             | Wohnhaus                                                                    | Neuhaus, Münsterstraße 2 Karte                                                           | |           | 18. Januar 1988                           | 321             |
| Hotel Nachtigall                                                     | Hotel Nachtigall                                                            | Neuhaus, Hatzfelder Straße 45 Karte                                                      | |           | 29. Oktober 1990                          | 329             |
| Wegekreuz                                                            | Wegekreuz                                                                   | Neuhaus, Münsterstraße/Ecke Römer-Straße Karte                                           | |           | 29. Oktober 1990                          | 331             |
| Haus Heilandsfrieden Außenbau mit Allee und südliches Gittertor      | Haus Heilandsfrieden Außenbau mit Allee und südliches Gittertor             | Sennelager, Am Heilandsfrieden 14 Karte                                                  | |           | 8. Mai 1991                               | 332             |
| weitere Bilder                                                       | Boker Kanal als Ingenieurbauwerk einschließlich der Thuneüberführung        | Schloß Neuhaus, Sande                                                                    | | 1850–1853 | 10. März 1992                             | 335             |
|                                                                      | Normandy-Barracks, Offizierskasino                                          | Sennelager, Normandy-Barracks Bielefelder Straße                                         | |           | 29. Juli 1991                             | 337             |
|                                                                      | Offiziersunterkünfte, Gebäude-Nr. 40–48/50–57                               | Sennelager, Normandy-Barracks Bielefelder Straße                                         | |           | 4. Mai 1993                               | 337a            |
|                                                                      | Normandy-Barracks, Wasserturm                                               | Sennelager, Bielefelder Straße 52                                                        | |           | 29. Juli 1991                             | 338             |
|                                                                      | Saal der Gaststätte Wilhelmsberg                                            | Sennelager, Bielefelder Straße 51                                                        | |           | 10. März 1992                             | 339             |
| Fachwerkhaus                                                         | Fachwerkhaus                                                                | Busestraße 5 Karte                                                                       | |           | 6. Mai 2016                               | 364             |
| BW                                                                   | Wohn- und Geschäftshaus                                                     | Sennelager, Bielefelder Straße 111 Karte                                                 | | um 1900   | 15. Mai 2018                              | 372             |